# Dynastie Wangčhugů

Znak Bhútánu

Dynastie Wangčhugů je královská dynastie, která od roku 1907 vládne Bhútánu. První wangčhugský král Ugjän Wangčhug byl zvolen 17. prosince 1907. Královský titul je v Bhútánu dědičný, král bývá formálně nazýván duggjalpo, čili „dračí král“.
Panovníci nosí speciální Havraní korunu. 

## Seznam Wangčhugských králů
1. Urgjän Wangčhug (1861–1926), vládl 17. prosince 1907 – 21. srpna 1926
2. Džigme Wangčhug (1902/3–1952), vládl 21. srpna 1926 – 24. března 1952
3. Džigme Dordže Wangčhug (1929–1972), vládl 24. března 1952 – 24. července 1972
4. Džigme Sengge Wangčhug (*1955), vládl 24. července 1972 – 15. prosince 2006
5. Džigme Khesar Namgjel Wangčhug (*1980), vládne od 14. prosince 2006 do současnosti